# Wiktor Bunak
Wiktor Walerianowicz Bunak (ros. Виктор Валерианович Бунак, ur. 10 września 1891 w Moskwie, zm. 11 kwietnia 1979) – rosyjski antropolog.

## Życiorys
W 1925 został profesorem Uniwersytetu w Moskwie, był jednym z twórców rosyjskiej szkoły antropologicznej. Studiował pod kierunkiem Dmitrija Anuczina. Razem z nim pracował w utworzonej w 1919 Katedrze Antropologii, a potem również (od 1922) w Instytucie Antropologii Uniwersytetu Moskiewskiego. W 1923, po śmierci Anuczina, objął kierownictwo obu tych instytucji, które sprawował do 1933. W 1943 rozpoczął pracę w nowo utworzonym Oddziale Antropologii Instytutu Etnografii Akademii Nauk ZSRR. Pozostawał tam do końca życia.

## Zainteresowania
Koncentrował się początkowo na zagadnieniach morfologii i morfogenezy czaszki ludzkiej i innych naczelnych. Dużo uwagi poświęcał metodyce i metodologii antropologicznej. W latach 1925, 1927 i 1931 wydawano jego podręcznik Metodologia badań antropologicznych, a w 1941 kolejny - Antropometria. Na potrzeby produkcyjne sowieckiego przemysłu podjął masowe badania antropometryczne ludności ZSRR, celem wypracowania przemysłowych metod standaryzacji odzieży i obuwia. Od 1932 publikował wiele prac na temat antropologii stosowanej, antropologii klinicznej i ontogenezy. W tym czasie wiele uwagi poświęcał problemom konstytucji człowieka, morfologii porównawczej szkieletu, ewolucji mózgu, czaszki, myślenia oraz mowy. Interesował się w znacznym stopniu rasogenezą, badając zróżnicowania rasowe dawnych i współczesnych mieszkańców Europy Wschodniej. Zajmował się zróżnicowaniem rasowym Żydów i Maryjczyków. Po 1945 zajął się problematyką systematyki rasowej i rosogenezy. Badania z tego okresu życia zawarł w obszernej monografii Ród Homo, jego dyferencjacja i ewolucja (1979). Łącznie stworzył ponad 200 prac. Za jego najważniejsza jego publikację uważa się Opyt tipołogii proporcyi tieła i stanbartizacyi gławnych antropomietriczeskich razmierów, zamieszczoną w piśmie Uczonyje zapiski Moskowskogo gosudarstwiennogo instituta z 1937.

## Kontakty z nauką polską
Z polskimi antropologami spotykał się regularnie w dwudziestoleciu międzywojennym. Głównymi jego partnerami naukowymi byli w Polsce prof. Kazimierz Stołyhwo i prof. Michał Ćwirko-Godycki.